# Amin Cherni
Mohammed Amin Cherni (in arabo محمد أمين الشارني‎?; Parigi, 7 luglio 2001) è un calciatore tunisino, difensore del Göztepe e della nazionale tunisina.

## Carriera

### Club
Cherni è entrato a far parte del settore giovanile del Paris FC ad otto anni e vi è rimasto per un decennio prima di venire promosso nella seconda squadra nel 2020. Il 29 giugno 2021 si è trasferito al Paris 13 Atletico e l'anno successivo è passato al Chambly.
Il 30 giugno 2023 ha firmato con il Laval in Ligue 2, firmato il suo primo contratto professionistico. Ha debuttato il 5 agosto contro l'Angers.

### Nazionale
Nel 2021 ha partecipato con la Tunisia Under-20 alla Coppa d'Africa Under-20.
Il 9 novembre 2023 ha ricevuto la prima convocazione da parte della nazionale maggiore ed ha debuttato il 17 dello stesso mese nell'incontro di qualificazione per il campionato mondiale 2026 vinto 4-0 contro São Tomé e Príncipe.

## Statistiche

### Presenze e reti nei club
Statistiche aggiornate al 21 novembre 2023.
| Stagione        | Squadra           | Campionato      | Campionato | Campionato | Coppe nazionali | Coppe nazionali | Coppe nazionali | Coppe continentali | Coppe continentali | Coppe continentali | Altre coppe | Altre coppe | Altre coppe | Totale | Totale | Totale |
| Stagione        | Squadra           | Comp            | Pres       | Reti       | Comp            | Pres            | Reti            | Comp               | Pres               | Reti               | Comp        | Pres        | Reti        | Pres   | Reti   |        |
| --------------- | ----------------- | --------------- | ---------- | ---------- | --------------- | --------------- | --------------- | ------------------ | ------------------ | ------------------ | ----------- | ----------- | ----------- | ------ | ------ | ------ |
| 2019-2020       | Paris FC 2        | N3              | 1          | 0          |                 | -               | -               |                    | -                  | -                  |             | -           | -           | 1      | 0      |        |
| 2020-2021       | Paris FC 2        | N3              | 4          | 0          |                 | -               | -               |                    | -                  | -                  |             | -           | -           | 4      | 0      |        |
| 2021-2022       | Paris 13 Atletico | N2              | 20         | 0          | CF              | 0               | 0               |                    | -                  | -                  |             | -           | -           | 20     | 0      |        |
| 2022-2023       | Chambly           | N2              | 29         | 3          | CF              | 1               | 0               |                    | -                  | -                  |             | -           | -           | 30     | 3      |        |
| 2023-2024       | Laval             | L2              | 14         | 0          | CF              | 0               | 0               |                    | -                  | -                  |             | -           | -           | 14     | 0      |        |
| Totale carriera | Totale carriera   | Totale carriera | 68         | 3          |                 | 1               | 0               |                    | -                  | -                  |             | -           | -           | 69     | 3      |        |

### Cronologia presenze e reti in nazionale
| Cronologia completa delle presenze e delle reti in nazionale ― Tunisia | Cronologia completa delle presenze e delle reti in nazionale ― Tunisia | Cronologia completa delle presenze e delle reti in nazionale ― Tunisia | Cronologia completa delle presenze e delle reti in nazionale ― Tunisia | Cronologia completa delle presenze e delle reti in nazionale ― Tunisia | Cronologia completa delle presenze e delle reti in nazionale ― Tunisia | Cronologia completa delle presenze e delle reti in nazionale ― Tunisia | Cronologia completa delle presenze e delle reti in nazionale ― Tunisia |
| Data                                                                   | Città                                                                  | In casa                                                                | Risultato                                                              | Ospiti                                                                 | Competizione                                                           | Reti                                                                   | Note                                                                   |
| ---------------------------------------------------------------------- | ---------------------------------------------------------------------- | ---------------------------------------------------------------------- | ---------------------------------------------------------------------- | ---------------------------------------------------------------------- | ---------------------------------------------------------------------- | ---------------------------------------------------------------------- | ---------------------------------------------------------------------- |
| 17-11-2023                                                             | Radès                                                                  | Tunisia                                                                | 4 – 0                                                                  | São Tomé e Príncipe                                                    | Qual. Mondiali 2026                                                    | -                                                                      | 89’                                                                    |
| 18-11-2024                                                             | Radès                                                                  | Tunisia                                                                | 0 – 1                                                                  | Gambia                                                                 | Qual. Coppa d'Africa 2025                                              | -                                                                      | 60’                                                                    |
| 2-6-2025                                                               | Radès                                                                  | Tunisia                                                                | 2 – 0                                                                  | Burkina Faso                                                           | Amichevole                                                             | -                                                                      | 63’                                                                    |
| Totale                                                                 |                                                                        | Presenze                                                               | 3                                                                      |                                                                        | Reti                                                                   | 0                                                                      |                                                                        |